# 克·迈尔陨石坑
克·迈尔陨石坑（C. Mayer）是月球正面位于冷海北侧边沿的一座撞击坑，约形成于38－32亿年前的晚雨海世，其名称取自捷克基督学者、天文学家、物理学家、大地测量师、制图师暨气象学家克里斯蒂安·迈尔（1719年－1783年），1935年被国际天文学联合会正式接受。

## 描述

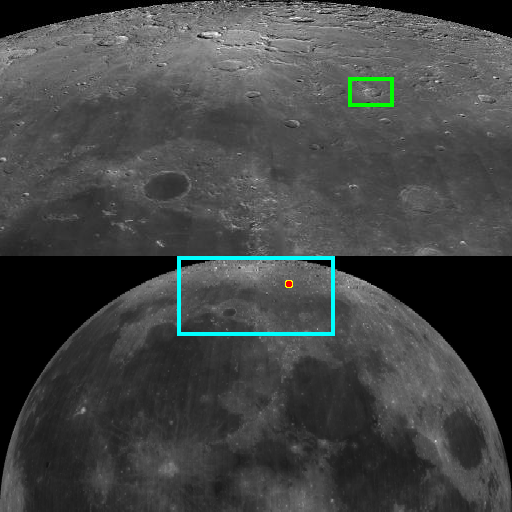
克·迈尔陨石坑在月球上的位置

该陨坑西北偏西坐落了巨大的残迹坑威·邦德环形山、东北和东面分别毗邻较大的尼森环形山和凯恩环形山，而略小的希普尚克斯陨石坑和阿尔希塔斯陨石坑则位于它的南面和西南。该陨坑中心月面坐标为63°12′N 17°18′E / 63.2°N 17.3°E，直径37.54公里，深约2.151公里。
克·迈尔陨石坑是一座相对年轻的撞击坑，外观呈多边形状，西侧有一处向外凸出，但坑壁壁沿尖峭，边缘轮廓清晰完整，内侧壁分布有阶坡状结构，东南段部分坐落在被玄武岩熔岩淹没的卫星坑克·迈尔 D上。克·迈尔陨石坑坑壁最大高出周边地形1000米，内部容积约为1031.95立方千米。坑内地表坎坷粗糙，中心点偏北坐落了一座高约600米，并向北延伸的中央峰。

## 卫星陨石坑

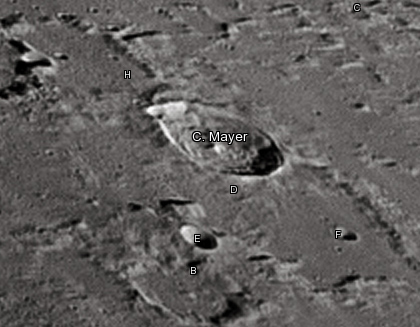
周边卫星坑图.

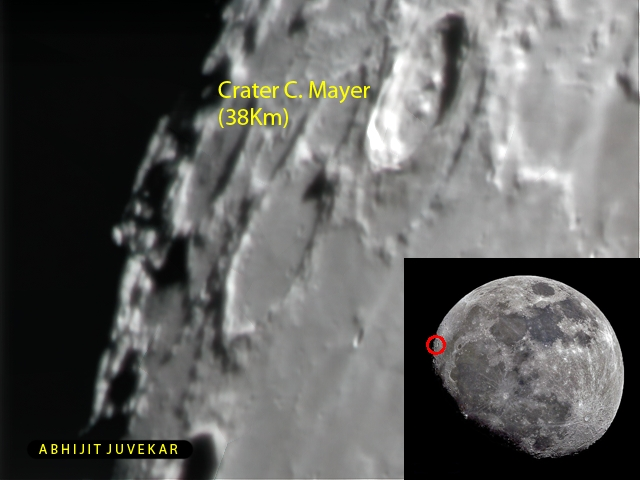
克·迈尔陨石坑

按惯例，最靠近克·迈尔陨石坑的卫星坑将在月图上以字母标注在该坑的中心点旁（查看形状类似地图上的巴西的卫星坑克·迈尔 D） （页面存档备份，存于）
| 克·迈尔 | 纬度     | 经度     | 直径      |
| ------- | -------- | -------- | --------- |
| B       | 60.19° N | 15.44° E | 32.70公里 |
| D       | 62.20° N | 18.51° E | 62.82公里 |
| E       | 61.18° N | 16.04° E | 11.23公里 |
| F       | 62.09° N | 19.62° E | 6.65公里  |
| H       | 64.21° N | 14.74° E | 42.70公里 |

- 卫星坑「克·迈尔 B」约形成于酒海纪[1]。

## 另请参阅
- Andersson, L. E.; Whitaker, E. A. . NASA RP-1097. 1982.
- Blue, Jennifer. . USGS. July 25, 2007  [2007-08-05]. （原始内容存档于2018-12-25）.
- Bussey, B.; Spudis, P. . New York: Cambridge University Press. 2004. ISBN 978-0-521-81528-4.
- Cocks, Elijah E.; Cocks, Josiah C. . Tudor Publishers. 1995. ISBN 978-0-936389-27-1.
- McDowell, Jonathan. . Jonathan's Space Report. July 15, 2007  [2007-10-24]. （原始内容存档于2018-12-25）.
- Menzel, D. H.; Minnaert, M.; Levin, B.; Dollfus, A.; Bell, B. . Space Science Reviews. 1971, 12 (2): 136–186. Bibcode:1971SSRv...12..136M. doi:10.1007/BF00171763.
- Moore, Patrick. . Sterling Publishing Co. 2001. ISBN 978-0-304-35469-6.
- Price, Fred W. . Cambridge University Press. 1988. ISBN 978-0-521-33500-3.
- Rükl, Antonín. . Kalmbach Books. 1990. ISBN 978-0-913135-17-4.
- Webb, Rev. T. W.  6th revised. Dover. 1962. ISBN 978-0-486-20917-3.
- Whitaker, Ewen A. . Cambridge University Press. 1999. ISBN 978-0-521-62248-6.
- Wlasuk, Peter T. . Springer. 2000. ISBN 978-1-85233-193-1.